# Abisara barnsi
Abisara barnsi is een vlindersoort uit de familie van de prachtvlinders (Riodinidae), onderfamilie Nemeobiinae.
Abisara barnsi werd in 1921 beschreven door Joicey & Talbot.